# Ligue des champions de l'AFC 2011
Navigation
Édition précédente Édition suivante
La Ligue des champions de l'AFC 2011 est la 30e édition de la plus prestigieuse des compétitions inter-clubs asiatiques. Elle oppose les meilleurs clubs d'Asie qui se sont illustrés dans leurs championnats respectifs la saison précédente. Le vainqueur de cette compétition participera à la Coupe du monde des clubs 2011.
C'est le club qatari d'Al Sadd Sports Club qui remporte la compétition après avoir battu la formation sud-coréenne de Jeonbuk Hyundai Motors en finale. Les deux finalistes avaient déjà inscrit leur nom au palmarès de l'épreuve : Al Sadd en 1989 et Jeonbuk Hyundai en 2006. Lee Dong-gook, finaliste malheureux avec son club, est sacré meilleur buteur de la compétition avec neuf réalisations.
À noter l'absence du tenant du titre, Seongnam Ilhwa Chunma, qui ne peut pas participer à la compétition car il n'a terminé le championnat sud-coréen qu'à la 5e place et que son succès lors de l'édition précédente ne lui garantit pas une qualification automatique.

## Participants
| Phase de groupes | Phase de groupes | Phase de groupes | Phase de groupes | Phase de groupes | Phase de groupes | Phase de groupes | Phase de groupes | Phase de groupes | Phase de groupes | Phase de groupes | Phase de groupes | Phase de groupes | Phase de groupes | Phase de groupes | Phase de groupes |
| Asie de l'ouest | Asie de l'ouest | Asie de l'ouest | Asie de l'ouest | Asie de l'ouest | Asie de l'ouest | Asie de l'ouest | Asie de l'ouest | Asie de l'est | Asie de l'est | Asie de l'est | Asie de l'est | Asie de l'est | Asie de l'est | Asie de l'est | Asie de l'est |
| --- | --- | --- | --- | --- | --- | --- | --- | --- | --- | --- | --- | --- | --- | --- | --- |
| - Al-Hilal Champion d'Arabie saoudite 2009-2010 - Ittihad 2e d'Arabie saoudite 2009-2010 - Al Nasr 3e d'Arabie saoudite 2009-2010 - Al Shabab 4e d'Arabie saoudite 2009-2010 - Sepahan Ispahan Champion d'Iran 2009-2010 - Zob Ahan 2e d'Iran 2009-2010 - Esteghlal 3e d'Iran 2009-2010 - Persepolis Vainqueur de la coupe d'Iran 2009-2010 - Al-Wahda Champion des Emirats arabes unis 2009-2010 - Al-Jazira 2e du championnat des Emirats arabes unis 2009-2010 - Emirates Club Vainqueur de la coupe des Émirats arabes unis 2009-2010 - Bunyodkor Champion d'Ouzbékistan 2010 - Pakhtakor Tachkent 2e d'Ouzbékistan 2010 - Al-Gharafa Champion du Qatar 2009-2010 - Al-Rayyan SC Vainqueur de la coupe du Qatar 2009-2010 | - Al-Hilal Champion d'Arabie saoudite 2009-2010 - Ittihad 2e d'Arabie saoudite 2009-2010 - Al Nasr 3e d'Arabie saoudite 2009-2010 - Al Shabab 4e d'Arabie saoudite 2009-2010 - Sepahan Ispahan Champion d'Iran 2009-2010 - Zob Ahan 2e d'Iran 2009-2010 - Esteghlal 3e d'Iran 2009-2010 - Persepolis Vainqueur de la coupe d'Iran 2009-2010 - Al-Wahda Champion des Emirats arabes unis 2009-2010 - Al-Jazira 2e du championnat des Emirats arabes unis 2009-2010 - Emirates Club Vainqueur de la coupe des Émirats arabes unis 2009-2010 - Bunyodkor Champion d'Ouzbékistan 2010 - Pakhtakor Tachkent 2e d'Ouzbékistan 2010 - Al-Gharafa Champion du Qatar 2009-2010 - Al-Rayyan SC Vainqueur de la coupe du Qatar 2009-2010 | - Al-Hilal Champion d'Arabie saoudite 2009-2010 - Ittihad 2e d'Arabie saoudite 2009-2010 - Al Nasr 3e d'Arabie saoudite 2009-2010 - Al Shabab 4e d'Arabie saoudite 2009-2010 - Sepahan Ispahan Champion d'Iran 2009-2010 - Zob Ahan 2e d'Iran 2009-2010 - Esteghlal 3e d'Iran 2009-2010 - Persepolis Vainqueur de la coupe d'Iran 2009-2010 - Al-Wahda Champion des Emirats arabes unis 2009-2010 - Al-Jazira 2e du championnat des Emirats arabes unis 2009-2010 - Emirates Club Vainqueur de la coupe des Émirats arabes unis 2009-2010 - Bunyodkor Champion d'Ouzbékistan 2010 - Pakhtakor Tachkent 2e d'Ouzbékistan 2010 - Al-Gharafa Champion du Qatar 2009-2010 - Al-Rayyan SC Vainqueur de la coupe du Qatar 2009-2010 | - Al-Hilal Champion d'Arabie saoudite 2009-2010 - Ittihad 2e d'Arabie saoudite 2009-2010 - Al Nasr 3e d'Arabie saoudite 2009-2010 - Al Shabab 4e d'Arabie saoudite 2009-2010 - Sepahan Ispahan Champion d'Iran 2009-2010 - Zob Ahan 2e d'Iran 2009-2010 - Esteghlal 3e d'Iran 2009-2010 - Persepolis Vainqueur de la coupe d'Iran 2009-2010 - Al-Wahda Champion des Emirats arabes unis 2009-2010 - Al-Jazira 2e du championnat des Emirats arabes unis 2009-2010 - Emirates Club Vainqueur de la coupe des Émirats arabes unis 2009-2010 - Bunyodkor Champion d'Ouzbékistan 2010 - Pakhtakor Tachkent 2e d'Ouzbékistan 2010 - Al-Gharafa Champion du Qatar 2009-2010 - Al-Rayyan SC Vainqueur de la coupe du Qatar 2009-2010 | - Al-Hilal Champion d'Arabie saoudite 2009-2010 - Ittihad 2e d'Arabie saoudite 2009-2010 - Al Nasr 3e d'Arabie saoudite 2009-2010 - Al Shabab 4e d'Arabie saoudite 2009-2010 - Sepahan Ispahan Champion d'Iran 2009-2010 - Zob Ahan 2e d'Iran 2009-2010 - Esteghlal 3e d'Iran 2009-2010 - Persepolis Vainqueur de la coupe d'Iran 2009-2010 - Al-Wahda Champion des Emirats arabes unis 2009-2010 - Al-Jazira 2e du championnat des Emirats arabes unis 2009-2010 - Emirates Club Vainqueur de la coupe des Émirats arabes unis 2009-2010 - Bunyodkor Champion d'Ouzbékistan 2010 - Pakhtakor Tachkent 2e d'Ouzbékistan 2010 - Al-Gharafa Champion du Qatar 2009-2010 - Al-Rayyan SC Vainqueur de la coupe du Qatar 2009-2010 | - Al-Hilal Champion d'Arabie saoudite 2009-2010 - Ittihad 2e d'Arabie saoudite 2009-2010 - Al Nasr 3e d'Arabie saoudite 2009-2010 - Al Shabab 4e d'Arabie saoudite 2009-2010 - Sepahan Ispahan Champion d'Iran 2009-2010 - Zob Ahan 2e d'Iran 2009-2010 - Esteghlal 3e d'Iran 2009-2010 - Persepolis Vainqueur de la coupe d'Iran 2009-2010 - Al-Wahda Champion des Emirats arabes unis 2009-2010 - Al-Jazira 2e du championnat des Emirats arabes unis 2009-2010 - Emirates Club Vainqueur de la coupe des Émirats arabes unis 2009-2010 - Bunyodkor Champion d'Ouzbékistan 2010 - Pakhtakor Tachkent 2e d'Ouzbékistan 2010 - Al-Gharafa Champion du Qatar 2009-2010 - Al-Rayyan SC Vainqueur de la coupe du Qatar 2009-2010 | - Al-Hilal Champion d'Arabie saoudite 2009-2010 - Ittihad 2e d'Arabie saoudite 2009-2010 - Al Nasr 3e d'Arabie saoudite 2009-2010 - Al Shabab 4e d'Arabie saoudite 2009-2010 - Sepahan Ispahan Champion d'Iran 2009-2010 - Zob Ahan 2e d'Iran 2009-2010 - Esteghlal 3e d'Iran 2009-2010 - Persepolis Vainqueur de la coupe d'Iran 2009-2010 - Al-Wahda Champion des Emirats arabes unis 2009-2010 - Al-Jazira 2e du championnat des Emirats arabes unis 2009-2010 - Emirates Club Vainqueur de la coupe des Émirats arabes unis 2009-2010 - Bunyodkor Champion d'Ouzbékistan 2010 - Pakhtakor Tachkent 2e d'Ouzbékistan 2010 - Al-Gharafa Champion du Qatar 2009-2010 - Al-Rayyan SC Vainqueur de la coupe du Qatar 2009-2010 | - Al-Hilal Champion d'Arabie saoudite 2009-2010 - Ittihad 2e d'Arabie saoudite 2009-2010 - Al Nasr 3e d'Arabie saoudite 2009-2010 - Al Shabab 4e d'Arabie saoudite 2009-2010 - Sepahan Ispahan Champion d'Iran 2009-2010 - Zob Ahan 2e d'Iran 2009-2010 - Esteghlal 3e d'Iran 2009-2010 - Persepolis Vainqueur de la coupe d'Iran 2009-2010 - Al-Wahda Champion des Emirats arabes unis 2009-2010 - Al-Jazira 2e du championnat des Emirats arabes unis 2009-2010 - Emirates Club Vainqueur de la coupe des Émirats arabes unis 2009-2010 - Bunyodkor Champion d'Ouzbékistan 2010 - Pakhtakor Tachkent 2e d'Ouzbékistan 2010 - Al-Gharafa Champion du Qatar 2009-2010 - Al-Rayyan SC Vainqueur de la coupe du Qatar 2009-2010 | - Shandong Luneng Champion de Chine 2010 - Tianjin Teda 2e du championnat de Chine 2010 - Shanghai Shenhua 3e du championnat de Chine 2010 - Hangzhou Greentown 4e du championnat de Chine 2010 - FC Seoul 1er de la phase régulière du championnat de Corée du Sud 2010 - Jeju United 2e de la phase régulière du championnat de Corée du Sud 2010 - Chonbuk Hyundai Demi-finaliste des play-offs du championnat de Corée du Sud 2010 - Suwon Bluewings Vainqueur de la coupe de Corée du Sud 2010 - Nagoya Grampus Champion du Japon 2010 - Gamba Osaka 2e du championnat du Japon 2010 - Cerezo Osaka 3e du championnat du Japon 2010 - Kashima Antlers Vainqueur de la coupe du Japon 2010 - Sydney FC Champion d'Australie 2009-2010 - Melbourne Victory 2e du championnat d'Australie 2009-2010 - Arema Champion d'Indonésie 2009-2010 | - Shandong Luneng Champion de Chine 2010 - Tianjin Teda 2e du championnat de Chine 2010 - Shanghai Shenhua 3e du championnat de Chine 2010 - Hangzhou Greentown 4e du championnat de Chine 2010 - FC Seoul 1er de la phase régulière du championnat de Corée du Sud 2010 - Jeju United 2e de la phase régulière du championnat de Corée du Sud 2010 - Chonbuk Hyundai Demi-finaliste des play-offs du championnat de Corée du Sud 2010 - Suwon Bluewings Vainqueur de la coupe de Corée du Sud 2010 - Nagoya Grampus Champion du Japon 2010 - Gamba Osaka 2e du championnat du Japon 2010 - Cerezo Osaka 3e du championnat du Japon 2010 - Kashima Antlers Vainqueur de la coupe du Japon 2010 - Sydney FC Champion d'Australie 2009-2010 - Melbourne Victory 2e du championnat d'Australie 2009-2010 - Arema Champion d'Indonésie 2009-2010 | - Shandong Luneng Champion de Chine 2010 - Tianjin Teda 2e du championnat de Chine 2010 - Shanghai Shenhua 3e du championnat de Chine 2010 - Hangzhou Greentown 4e du championnat de Chine 2010 - FC Seoul 1er de la phase régulière du championnat de Corée du Sud 2010 - Jeju United 2e de la phase régulière du championnat de Corée du Sud 2010 - Chonbuk Hyundai Demi-finaliste des play-offs du championnat de Corée du Sud 2010 - Suwon Bluewings Vainqueur de la coupe de Corée du Sud 2010 - Nagoya Grampus Champion du Japon 2010 - Gamba Osaka 2e du championnat du Japon 2010 - Cerezo Osaka 3e du championnat du Japon 2010 - Kashima Antlers Vainqueur de la coupe du Japon 2010 - Sydney FC Champion d'Australie 2009-2010 - Melbourne Victory 2e du championnat d'Australie 2009-2010 - Arema Champion d'Indonésie 2009-2010 | - Shandong Luneng Champion de Chine 2010 - Tianjin Teda 2e du championnat de Chine 2010 - Shanghai Shenhua 3e du championnat de Chine 2010 - Hangzhou Greentown 4e du championnat de Chine 2010 - FC Seoul 1er de la phase régulière du championnat de Corée du Sud 2010 - Jeju United 2e de la phase régulière du championnat de Corée du Sud 2010 - Chonbuk Hyundai Demi-finaliste des play-offs du championnat de Corée du Sud 2010 - Suwon Bluewings Vainqueur de la coupe de Corée du Sud 2010 - Nagoya Grampus Champion du Japon 2010 - Gamba Osaka 2e du championnat du Japon 2010 - Cerezo Osaka 3e du championnat du Japon 2010 - Kashima Antlers Vainqueur de la coupe du Japon 2010 - Sydney FC Champion d'Australie 2009-2010 - Melbourne Victory 2e du championnat d'Australie 2009-2010 - Arema Champion d'Indonésie 2009-2010 | - Shandong Luneng Champion de Chine 2010 - Tianjin Teda 2e du championnat de Chine 2010 - Shanghai Shenhua 3e du championnat de Chine 2010 - Hangzhou Greentown 4e du championnat de Chine 2010 - FC Seoul 1er de la phase régulière du championnat de Corée du Sud 2010 - Jeju United 2e de la phase régulière du championnat de Corée du Sud 2010 - Chonbuk Hyundai Demi-finaliste des play-offs du championnat de Corée du Sud 2010 - Suwon Bluewings Vainqueur de la coupe de Corée du Sud 2010 - Nagoya Grampus Champion du Japon 2010 - Gamba Osaka 2e du championnat du Japon 2010 - Cerezo Osaka 3e du championnat du Japon 2010 - Kashima Antlers Vainqueur de la coupe du Japon 2010 - Sydney FC Champion d'Australie 2009-2010 - Melbourne Victory 2e du championnat d'Australie 2009-2010 - Arema Champion d'Indonésie 2009-2010 | - Shandong Luneng Champion de Chine 2010 - Tianjin Teda 2e du championnat de Chine 2010 - Shanghai Shenhua 3e du championnat de Chine 2010 - Hangzhou Greentown 4e du championnat de Chine 2010 - FC Seoul 1er de la phase régulière du championnat de Corée du Sud 2010 - Jeju United 2e de la phase régulière du championnat de Corée du Sud 2010 - Chonbuk Hyundai Demi-finaliste des play-offs du championnat de Corée du Sud 2010 - Suwon Bluewings Vainqueur de la coupe de Corée du Sud 2010 - Nagoya Grampus Champion du Japon 2010 - Gamba Osaka 2e du championnat du Japon 2010 - Cerezo Osaka 3e du championnat du Japon 2010 - Kashima Antlers Vainqueur de la coupe du Japon 2010 - Sydney FC Champion d'Australie 2009-2010 - Melbourne Victory 2e du championnat d'Australie 2009-2010 - Arema Champion d'Indonésie 2009-2010 | - Shandong Luneng Champion de Chine 2010 - Tianjin Teda 2e du championnat de Chine 2010 - Shanghai Shenhua 3e du championnat de Chine 2010 - Hangzhou Greentown 4e du championnat de Chine 2010 - FC Seoul 1er de la phase régulière du championnat de Corée du Sud 2010 - Jeju United 2e de la phase régulière du championnat de Corée du Sud 2010 - Chonbuk Hyundai Demi-finaliste des play-offs du championnat de Corée du Sud 2010 - Suwon Bluewings Vainqueur de la coupe de Corée du Sud 2010 - Nagoya Grampus Champion du Japon 2010 - Gamba Osaka 2e du championnat du Japon 2010 - Cerezo Osaka 3e du championnat du Japon 2010 - Kashima Antlers Vainqueur de la coupe du Japon 2010 - Sydney FC Champion d'Australie 2009-2010 - Melbourne Victory 2e du championnat d'Australie 2009-2010 - Arema Champion d'Indonésie 2009-2010 | - Shandong Luneng Champion de Chine 2010 - Tianjin Teda 2e du championnat de Chine 2010 - Shanghai Shenhua 3e du championnat de Chine 2010 - Hangzhou Greentown 4e du championnat de Chine 2010 - FC Seoul 1er de la phase régulière du championnat de Corée du Sud 2010 - Jeju United 2e de la phase régulière du championnat de Corée du Sud 2010 - Chonbuk Hyundai Demi-finaliste des play-offs du championnat de Corée du Sud 2010 - Suwon Bluewings Vainqueur de la coupe de Corée du Sud 2010 - Nagoya Grampus Champion du Japon 2010 - Gamba Osaka 2e du championnat du Japon 2010 - Cerezo Osaka 3e du championnat du Japon 2010 - Kashima Antlers Vainqueur de la coupe du Japon 2010 - Sydney FC Champion d'Australie 2009-2010 - Melbourne Victory 2e du championnat d'Australie 2009-2010 - Arema Champion d'Indonésie 2009-2010 |
| Barrages | | | | | | | | | | | | | | | |
| Asie de l'ouest | Asie de l'ouest | Asie de l'ouest | Asie de l'ouest | Asie de l'ouest | Asie de l'ouest | Asie de l'ouest | Asie de l'ouest | Asie de l'est | Asie de l'est | Asie de l'est | Asie de l'est | Asie de l'est | Asie de l'est | Asie de l'est | Asie de l'est |
| - Al Ittihad Vainqueur de la coupe de l'AFC 2010 - Al-Ain 3e du championnat des Émirats arabes unis 2009-2010 - Dempo SC Champion d'Inde 2009-2010 - Sadd Sports Club 2e du championnat du Qatar 2009-2010 | - Al Ittihad Vainqueur de la coupe de l'AFC 2010 - Al-Ain 3e du championnat des Émirats arabes unis 2009-2010 - Dempo SC Champion d'Inde 2009-2010 - Sadd Sports Club 2e du championnat du Qatar 2009-2010 | - Al Ittihad Vainqueur de la coupe de l'AFC 2010 - Al-Ain 3e du championnat des Émirats arabes unis 2009-2010 - Dempo SC Champion d'Inde 2009-2010 - Sadd Sports Club 2e du championnat du Qatar 2009-2010 | - Al Ittihad Vainqueur de la coupe de l'AFC 2010 - Al-Ain 3e du championnat des Émirats arabes unis 2009-2010 - Dempo SC Champion d'Inde 2009-2010 - Sadd Sports Club 2e du championnat du Qatar 2009-2010 | - Al Ittihad Vainqueur de la coupe de l'AFC 2010 - Al-Ain 3e du championnat des Émirats arabes unis 2009-2010 - Dempo SC Champion d'Inde 2009-2010 - Sadd Sports Club 2e du championnat du Qatar 2009-2010 | - Al Ittihad Vainqueur de la coupe de l'AFC 2010 - Al-Ain 3e du championnat des Émirats arabes unis 2009-2010 - Dempo SC Champion d'Inde 2009-2010 - Sadd Sports Club 2e du championnat du Qatar 2009-2010 | - Al Ittihad Vainqueur de la coupe de l'AFC 2010 - Al-Ain 3e du championnat des Émirats arabes unis 2009-2010 - Dempo SC Champion d'Inde 2009-2010 - Sadd Sports Club 2e du championnat du Qatar 2009-2010 | - Al Ittihad Vainqueur de la coupe de l'AFC 2010 - Al-Ain 3e du championnat des Émirats arabes unis 2009-2010 - Dempo SC Champion d'Inde 2009-2010 - Sadd Sports Club 2e du championnat du Qatar 2009-2010 | - Sriwijaya Vainqueur de la coupe d'Indonésie 2010 - Muangthong United Champion de Thaïlande 2010 | - Sriwijaya Vainqueur de la coupe d'Indonésie 2010 - Muangthong United Champion de Thaïlande 2010 | - Sriwijaya Vainqueur de la coupe d'Indonésie 2010 - Muangthong United Champion de Thaïlande 2010 | - Sriwijaya Vainqueur de la coupe d'Indonésie 2010 - Muangthong United Champion de Thaïlande 2010 | - Sriwijaya Vainqueur de la coupe d'Indonésie 2010 - Muangthong United Champion de Thaïlande 2010 | - Sriwijaya Vainqueur de la coupe d'Indonésie 2010 - Muangthong United Champion de Thaïlande 2010 | - Sriwijaya Vainqueur de la coupe d'Indonésie 2010 - Muangthong United Champion de Thaïlande 2010 | - Sriwijaya Vainqueur de la coupe d'Indonésie 2010 - Muangthong United Champion de Thaïlande 2010 |

## Calendrier
| Nom                                             | Tirage au sort  | Date aller                    | Date retour                   | Équipes participantes | Équipes restantes |
| Barrages (2011)                                 | Barrages (2011) | Barrages (2011)               | Barrages (2011)               | Barrages (2011)       | Barrages (2011)   |
| ----------------------------------------------- | --------------- | ----------------------------- | ----------------------------- | --------------------- | ----------------- |
| Demi-finales                                    | 7 décembre 2010 | 12-13 février                 | 12-13 février                 | 4                     | 2                 |
| Finales                                         | 7 décembre 2010 | 19 février                    | 19 février                    | 4                     | 2                 |
| Phase de groupes (2011)                         |                 |                               |                               |                       |                   |
| Journées 1 et 5 Journées 2 et 6 Journées 3 et 4 | 7 décembre 2010 | 1-2 mars 15-16 mars 5-6 avril | 3-4 mai 10-11 mai 19-20 avril | 32                    | 32 à 16           |
| Phase finale (2011)                             |                 |                               |                               |                       |                   |
| Huitièmes de finale                             | 7 décembre 2010 | 24-25 mai                     | 24-25 mai                     | 16                    | 16 à 8            |
| Quarts de finale                                | 7 juin 2011     | 14 septembre                  | 27-28 septembre               | 8                     | 8 à 4             |
| Demi-finales                                    | 7 juin 2011     | 19 octobre                    | 26 octobre                    | 4                     | 4 à 2             |
| Finale                                          | 7 juin 2011     | 4-5 novembre                  | 4-5 novembre                  | 2                     | 2 à 1             |

## Barrages
- Qualifié pour la phase de groupes
- Repêché pour la phase de groupes de la Coupe de l'AFC

| Club         | Score        | Club              |              |              |              |              |              |
| Demi-finales | Demi-finales | Demi-finales      | Demi-finales | Demi-finales | Demi-finales | Demi-finales | Demi-finales |
| ------------ | ------------ | ----------------- | ------------ | ------------ | ------------ | ------------ | ------------ |
| Sadd         | 5 - 1        | Al Ittihad        |              |              |              |              |              |
| Arema        | tab2 - 2     | Muangthong United |              |              |              |              |              |
| Finales      |              |                   |              |              |              |              |              |
| Sadd         | 2 - 0        | Dempo             |              |              |              |              |              |
| Sriwijaya    | 0 - 4        | Al-Ain            |              |              |              |              |              |

## Phase de groupes

### Groupe A
| Rang | Équipe          | Pts | J | G | N | P | Bp | Bc | Diff |  | Résultats (▼ dom., ► ext.) |     |     |     |     |
| ---- | --------------- | --- | - | - | - | - | -- | -- | ---- |  | -------------------------- | --- | --- | --- | --- |
| 1    | Sepahan Ispahan | 13  | 6 | 4 | 1 | 1 | 14 | 5  | +9   |  | Sepahan Ispahan            |     | 1-1 | 2-0 | 5-1 |
| 2    | Al-Hilal        | 13  | 6 | 4 | 1 | 1 | 11 | 6  | +5   |  | Al-Hilal                   | 1-2 |     | 2-0 | 3-1 |
| 3    | Al-Gharafa      | 7   | 6 | 2 | 1 | 3 | 6  | 7  | -1   |  | Al-Gharafa                 | 1-0 | 0-1 |     | 5-2 |
| 4    | Al-Jazira       | 1   | 6 | 0 | 1 | 5 | 7  | 20 | -13  |  | Al-Jazira                  | 1-4 | 2-3 | 0-0 |     |

### Groupe B
| Rang | Équipe             | Pts | J | G | N | P | Bp | Bc | Diff |  | Résultats (▼ dom., ► ext.) |     |     |     |     |
| ---- | ------------------ | --- | - | - | - | - | -- | -- | ---- |  | -------------------------- | --- | --- | --- | --- |
| 1    | Al-Sadd            | 10  | 6 | 2 | 4 | 0 | 8  | 6  | +2   |  | Al-Sadd                    |     | 1-0 | 2-2 | 2-1 |
| 2    | Al-Nassr           | 8   | 6 | 2 | 2 | 2 | 10 | 7  | +3   |  | Al-Nassr                   | 1-1 |     | 2-1 | 4-0 |
| 3    | Esteghlal          | 8   | 6 | 2 | 2 | 2 | 11 | 10 | +1   |  | Esteghlal                  | 1-1 | 2-1 |     | 4-2 |
| 4    | Pakhtakor Tachkent | 4   | 6 | 1 | 2 | 3 | 8  | 14 | -6   |  | Pakhtakor Tachkent         | 1-1 | 2-2 | 2-1 |     |

### Groupe C
| Rang | Équipe     | Pts | J | G | N | P | Bp | Bc | Diff |  | Résultats (▼ dom., ► ext.) |     |     |     |     |
| ---- | ---------- | --- | - | - | - | - | -- | -- | ---- |  | -------------------------- | --- | --- | --- | --- |
| 1    | Al-Ittihad | 11  | 6 | 3 | 2 | 1 | 10 | 5  | +5   |  | Al-Ittihad                 |     | 1-1 | 0-0 | 3-1 |
| 2    | Bunyodkor  | 9   | 6 | 2 | 3 | 1 | 8  | 6  | +2   |  | Bunyodkor                  | 0-1 |     | 3-2 | 0-0 |
| 3    | Al-Wahda   | 6   | 6 | 1 | 3 | 2 | 6  | 8  | -2   |  | Al-Wahda                   | 0-3 | 1-1 |     | 2-0 |
| 4    | Persepolis | 5   | 6 | 1 | 2 | 3 | 6  | 11 | -5   |  | Persepolis                 | 3-2 | 1-3 | 1-1 |     |

### Groupe D
| Rang | Équipe        | Pts | J | G | N | P | Bp | Bc | Diff |  | Résultats (▼ dom., ► ext.) |     |     |     |     |
| ---- | ------------- | --- | - | - | - | - | -- | -- | ---- |  | -------------------------- | --- | --- | --- | --- |
| 1    | Zob Ahan      | 13  | 6 | 4 | 1 | 1 | 7  | 3  | +4   |  | Zob Ahan                   |     | 0-1 | 2-1 | 1-0 |
| 2    | Al-Shabab     | 11  | 6 | 3 | 2 | 1 | 8  | 4  | +4   |  | Al-Shabab                  | 0-0 |     | 4-1 | 1-0 |
| 3    | Emirates Club | 6   | 6 | 2 | 0 | 4 | 6  | 10 | -4   |  | Emirates Club              | 0-1 | 2-1 |     | 2-0 |
| 4    | Al-Rayyan SC  | 4   | 6 | 1 | 1 | 4 | 4  | 8  | -4   |  | Al-Rayyan SC               | 1-3 | 1-1 | 2-0 |     |

### Groupe E
| Rang | Équipe            | Pts | J | G | N | P | Bp | Bc | Diff |  | Résultats (▼ dom., ► ext.) |     |     |     |     |
| ---- | ----------------- | --- | - | - | - | - | -- | -- | ---- |  | -------------------------- | --- | --- | --- | --- |
| 1    | Gamba Osaka       | 10  | 6 | 3 | 1 | 2 | 13 | 7  | +6   |  | Gamba Osaka                |     | 2-0 | 3-1 | 5-1 |
| 2    | Tianjin Teda      | 10  | 6 | 3 | 1 | 2 | 8  | 6  | +2   |  | Tianjin Teda               | 2-1 |     | 3-0 | 1-1 |
| 3    | Jeju United       | 7   | 6 | 2 | 1 | 3 | 6  | 10 | -4   |  | Jeju United                | 2-1 | 0-1 |     | 1-1 |
| 4    | Melbourne Victory | 6   | 6 | 1 | 3 | 2 | 7  | 11 | -4   |  | Melbourne Victory          | 1-1 | 2-1 | 1-2 |     |

### Groupe F
| Rang | Équipe             | Pts | J | G | N | P | Bp | Bc | Diff |  | Résultats (▼ dom., ► ext.) |     |     |     |     |
| ---- | ------------------ | --- | - | - | - | - | -- | -- | ---- |  | -------------------------- | --- | --- | --- | --- |
| 1    | FC Seoul           | 11  | 6 | 3 | 2 | 1 | 9  | 4  | +5   |  | FC Seoul                   |     | 0-2 | 3-0 | 4-0 |
| 2    | Nagoya Grampus     | 10  | 6 | 3 | 1 | 2 | 9  | 6  | +3   |  | Nagoya Grampus             | 1-1 |     | 4-0 | 1-0 |
| 3    | Al-Ain             | 7   | 6 | 2 | 1 | 3 | 4  | 9  | -5   |  | Al-Ain                     | 0-1 | 3-1 |     | 1-0 |
| 4    | Hangzhou Greentown | 5   | 6 | 1 | 2 | 3 | 3  | 6  | -3   |  | Hangzhou Greentown         | 1-1 | 2-0 | 0-0 |     |

### Groupe G
| Rang | Équipe          | Pts | J | G | N | P | Bp | Bc | Diff |  | Résultats (▼ dom., ► ext.) |     |     |     |     |
| ---- | --------------- | --- | - | - | - | - | -- | -- | ---- |  | -------------------------- | --- | --- | --- | --- |
| 1    | Chonbuk Hyundai | 15  | 6 | 5 | 0 | 1 | 14 | 2  | +12  |  | Chonbuk Hyundai            |     | 1-0 | 1-0 | 6-0 |
| 2    | Cerezo Osaka    | 12  | 6 | 4 | 0 | 2 | 11 | 4  | +7   |  | Cerezo Osaka               | 1-0 |     | 4-0 | 2-1 |
| 3    | Shandong Luneng | 7   | 6 | 2 | 1 | 3 | 9  | 8  | +1   |  | Shandong Luneng            | 1-2 | 2-0 |     | 5-0 |
| 4    | Arema           | 1   | 6 | 0 | 1 | 5 | 2  | 22 | -20  |  | Arema                      | 0-4 | 0-4 | 1-1 |     |

### Groupe H
| Rang | Équipe           | Pts | J | G | N | P | Bp | Bc | Diff |  | Résultats (▼ dom., ► ext.) |     |     |     |     |
| ---- | ---------------- | --- | - | - | - | - | -- | -- | ---- |  | -------------------------- | --- | --- | --- | --- |
| 1    | Suwon Bluewings  | 12  | 6 | 3 | 3 | 0 | 12 | 3  | +9   |  | Suwon Bluewings            |     | 1-1 | 3-1 | 4-0 |
| 2    | Kashima Antlers  | 12  | 6 | 3 | 3 | 0 | 9  | 3  | +6   |  | Kashima Antlers            | 1-1 |     | 2-1 | 2-0 |
| 3    | Sydney FC        | 5   | 6 | 1 | 2 | 3 | 6  | 11 | -5   |  | Sydney FC                  | 0-0 | 0-3 |     | 1-1 |
| 4    | Shanghai Shenhua | 2   | 6 | 0 | 2 | 4 | 3  | 13 | -10  |  | Shanghai Shenhua           | 0-3 | 0-0 | 2-3 |     |

## Phase finale

### Huitièmes de finale
| Club            | Score         | Club            |               |               |               |               |               |
| Asie de l'est   | Asie de l'est | Asie de l'est   | Asie de l'est | Asie de l'est | Asie de l'est | Asie de l'est | Asie de l'est |
| --------------- | ------------- | --------------- | ------------- | ------------- | ------------- | ------------- | ------------- |
| Gamba Osaka     | 0 - 1         | Cerezo Osaka    |               |               |               |               |               |
| Chonbuk Hyundai | 3 - 0         | Tianjin Teda    |               |               |               |               |               |
| FC Seoul        | 3 - 0         | Kashima Antlers |               |               |               |               |               |
| Suwon Bluewings | 2 - 0         | Nagoya Grampus  |               |               |               |               |               |
| Asie de l'ouest |               |                 |               |               |               |               |               |
| Sepahan Ispahan | 3 - 1         | Bunyodkor       |               |               |               |               |               |
| Al-Ittihad      | 3 - 1         | Al-Hilal        |               |               |               |               |               |
| Al-Sadd         | 1 - 0         | Al-Shabab       |               |               |               |               |               |
| Zob Ahan        | 4 - 1         | Al-Nassr        |               |               |               |               |               |

### Tableau final
|  | Quarts de finale | Quarts de finale | Quarts de finale | Quarts de finale |                 |                 | Demi-finales | Demi-finales | Demi-finales | Demi-finales |  |  | Finale                                             | Finale | Finale | Finale |
|  |                  |                  |                  |                  |                 |                 |              |              |              |              |  |  |                                                    |        |        |        |
|  |                  |                  |                  |                  |                 |                 |              |              |              |              |  |  | 5 novembre 2011 Stade de la Coupe du monde, Jeonju |        |        |        |
|  |                  |                  |                  |                  |                 |                 |              |              |              |              |  |  |                                                    |        |        |        |
|  | Al-Ittihad       | Al-Ittihad       | 3                | 0                |                 |                 |              |              |              |              |  |  |                                                    |        |        |        |
|  | Al-Ittihad       | Al-Ittihad       | 3                | 0                |                 |                 |              |              |              |              |  |  |                                                    |        |        |        |
|  | FC Séoul         | FC Séoul         | 1                | 1                |                 |                 |              |              |              |              |  |  |                                                    |        |        |        |
|  | FC Séoul         | FC Séoul         | 1                | 1                | Al-Ittihad      | Al-Ittihad      | 2            | 1            |              |              |  |  |                                                    |        |        |        |
|  |                  |                  |                  |                  | Al-Ittihad      | Al-Ittihad      | 2            | 1            |              |              |  |  |                                                    |        |        |        |
|  |                  |                  | Jeonbuk Hyundai  | Jeonbuk Hyundai  | 3               | 2               |              |              |              |              |  |  |                                                    |        |        |        |
|  | Cerezo Osaka     | Cerezo Osaka     | Jeonbuk Hyundai  | Jeonbuk Hyundai  | 3               | 2               | 4            | 1            |              |              |  |  |                                                    |        |        |        |
|  | Cerezo Osaka     | Cerezo Osaka     |                  |                  |                 |                 |              | 1            |              |              |  |  |                                                    |        |        |        |
|  | Jeonbuk Hyundai  | Jeonbuk Hyundai  | 3                | 6                |                 |                 |              |              |              |              |  |  |                                                    |        |        |        |
|  | Jeonbuk Hyundai  | Jeonbuk Hyundai  | 3                | 6                | Jeonbuk Hyundai | Jeonbuk Hyundai | 2 (2)        | 2 (2)        |              |              |  |  |                                                    |        |        |        |
|  |                  |                  |                  |                  | Jeonbuk Hyundai | Jeonbuk Hyundai | 2 (2)        | 2 (2)        |              |              |  |  |                                                    |        |        |        |
|  |                  |                  | Al-Sadd tab      | Al-Sadd tab      | 2 (4)           | 2 (4)           |              |              |              |              |  |  |                                                    |        |        |        |
|  | Suwon Bluewings  | Suwon Bluewings  | Al-Sadd tab      | Al-Sadd tab      | 2 (4)           | 2 (4)           | 1            | 2ap          |              |              |  |  |                                                    |        |        |        |
|  | Suwon Bluewings  | Suwon Bluewings  |                  |                  |                 |                 |              |              |              |              |  |  |                                                    |        |        |        |
|  | Zob Ahan         | Zob Ahan         | 1                | 1                |                 |                 |              |              |              |              |  |  |                                                    |        |        |        |
|  | Zob Ahan         | Zob Ahan         | 1                | 1                | Suwon Bluewings | Suwon Bluewings | 0            | 1            |              |              |  |  |                                                    |        |        |        |
|  |                  |                  |                  |                  | Suwon Bluewings | Suwon Bluewings | 0            | 1            |              |              |  |  |                                                    |        |        |        |
|  |                  |                  | Al-Sadd          | Al-Sadd          | 2               | 0               |              |              |              |              |  |  |                                                    |        |        |        |
|  | Sepahan Ispahan  | Sepahan Ispahan  | Al-Sadd          | Al-Sadd          | 2               | 0               | 0            | 2            |              |              |  |  |                                                    |        |        |        |
|  | Sepahan Ispahan  | Sepahan Ispahan  |                  |                  |                 |                 |              | 2            |              |              |  |  |                                                    |        |        |        |
|  | Al-Sadd          | Al-Sadd          | 3                | 1                |                 |                 |              |              |              |              |  |  |                                                    |        |        |        |
|  | Al-Sadd          | Al-Sadd          | 3                | 1                |                 |                 |              |              |              |              |  |  |                                                    |        |        |        |
|  |                  |                  |                  |                  |                 |                 |              |              |              |              |  |  |                                                    |        |        |        |

### Finale
| 5 novembre 2011 | Jeonbuk Hyundai                                       | 2 - 2           | Al Sadd Sports Club                                | Stade de la Coupe du monde, Jeonju               |                                                  |
| 19:30           | Eninho 17e · Lee Seung-hyun 90+2e                     |                 | 30e (csc) Sim Woo-yeon · 61e Keita                 | Spectateurs : 41 805 Arbitrage : Ravshan Irmatov | Spectateurs : 41 805 Arbitrage : Ravshan Irmatov |
| 19:30           | Eninho · Kim Dong-chan · Park Won-jae · Kim Sang-shik | Tirs au but 2-4 | Niang · Al Haidos · Lee Jung-soo · Majid · Belhadj | Spectateurs : 41 805 Arbitrage : Ravshan Irmatov | Spectateurs : 41 805 Arbitrage : Ravshan Irmatov |

| Ligue des champions de l'AFC Vainqueur 2011 |
| ------------------------------------------- |
| Al Sadd Sports Club Second titre            |